# Sonet 5 (William Szekspir)

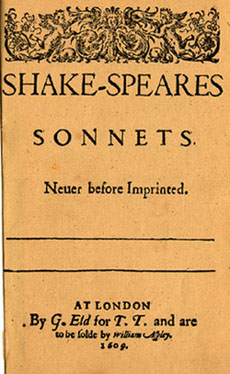
Strona tytułowa pierwszego wydania sonetów Shakespeare’a

Sonet 5 (Owe godziny, co pracą łagodną) – jeden z cyklu sonetów autorstwa Williama Shakespeare’a.

## Treść
Treść tego sonetu bezpośrednio łączy się z sonetem 6. Odnoszą się do przemijania w kontekście pór roku. Stanowi ono także odniesienie do wcześniejszych utworów, w których Szekspir nawołuje młodzieńca do posiadania potomstwa, zanim będzie na to za późno.